# Peugeot 208
O Peugeot 208 é um carro fabricado pela empresa francesa Peugeot. Começou a ser fabricado em 2012 na Europa e em 2013 no Brasil, para suceder o 207 (tanto no Brasil, quanto em Portugal).
No Brasil, na progressão do 206 para o 207, houve apenas um redesenho (facelift) do 206, que na Europa ficou conhecido como 206+. O 207 verdadeiro não foi oferecido no Brasil. Após a família 207 (206+) ter se mostrado um fiasco e ter prejudicado a imagem da marca no mercado brasileiro, a Peugeot decidiu rever sua estratégia.
Então, em 2013, apresentou o novo 208. As versões de entrada e intermediárias: Active, Active Pack, e Allure usavam motor 1.5 4 cilindros de 8 válvulas de 89/93 cv (Gasolina/Etanol) derivado do antigo 1.4 8v de 75/82 cv usado no 207 brasileiro, que por sua vez é a versão bicombustível daquele usado desde o 205 na década de 90, também usado no 206. Já a versão mais cara Griffe usava o EC5 1.6 16V de 115/122cv (G/E), com câmbio manual de 5 marchas ou automático AT8 de 4 velocidades. Com isso, o 207 hatch perdeu suas versões mais caras, permanecendo apenas a versão de entrada Active 1.4, para concorrer no segmento de compactos populares, tendo se despedido do mercado em 2014.
O 208 passou a atuar entre os chamados compactos "premium", junto com Fiat Punto, Citroën C3 (com quem compartilha a plataforma, fábrica e também o conjunto mecânico), Ford Fiesta, Honda Fit e Chevrolet Sonic.
No modelo 2016, apresentado em Junho de 2015, recebeu novos equipamentos de série. A versão Active passou a ser equipada com rádio e faróis de neblina, ao passo que a Active Pack recebeu airbag lateral de tórax, ar condicionado com 2 zonas de temperatura, e apoio de cabeça central. A versão Allure ganhou piloto automático e sensor de estacionamento traseiro, enquanto a versão Griffe (a mais completa da linha), recebeu airbag de cortina, soleiras, e sensor de estacionamento também na frente.

## Facelift
Seu primeiro facelift foi lançado no Brasil em Maio de 2016, como linha 2017, trazendo um novo motor PureTech 1.2 com 3 cilindros e 12 válvulas, com 84/90 cv (G/E) importado da França, em substituição ao velho 1.5 4 cilindros de 93 cv nas versões Active, Active Pack e Allure. O motor 1.6 EC5 continuou sendo oferecido para a versão Allure e Griffe com câmbio automático e Sport, essa com câmbio mecânico.
Grande novidade foi o lançamento da Peugeot 208 GT, equipado com o motor 1.6 THP Flex, que produz 173cv quando abastecido com Etanol. Essa versão só está disponível com câmbio mecânico de 6 marchas. Trata-se do mesmo 1.6 THP usado por 308, 408 e 2008. Essa versão acelera de 0 a 100 km/h em 7,9 segundos.

## Segunda geração (2019 - presente)
A segunda geração do Peugeot 208 foi apresentada no Salão do Automóvel de Genebra em março de 2019 e foi oficialmente vendida em toda a Europa durante o verão. Uma versão totalmente elétrica, chamada e-208, também foi revelada em Genebra. O 208 oferece uma escolha de grupos trens de força (powertrain), usando motores a gasolina ou diesel convencionais ou um motor elétrico.

### e-208 a bateria elétrica

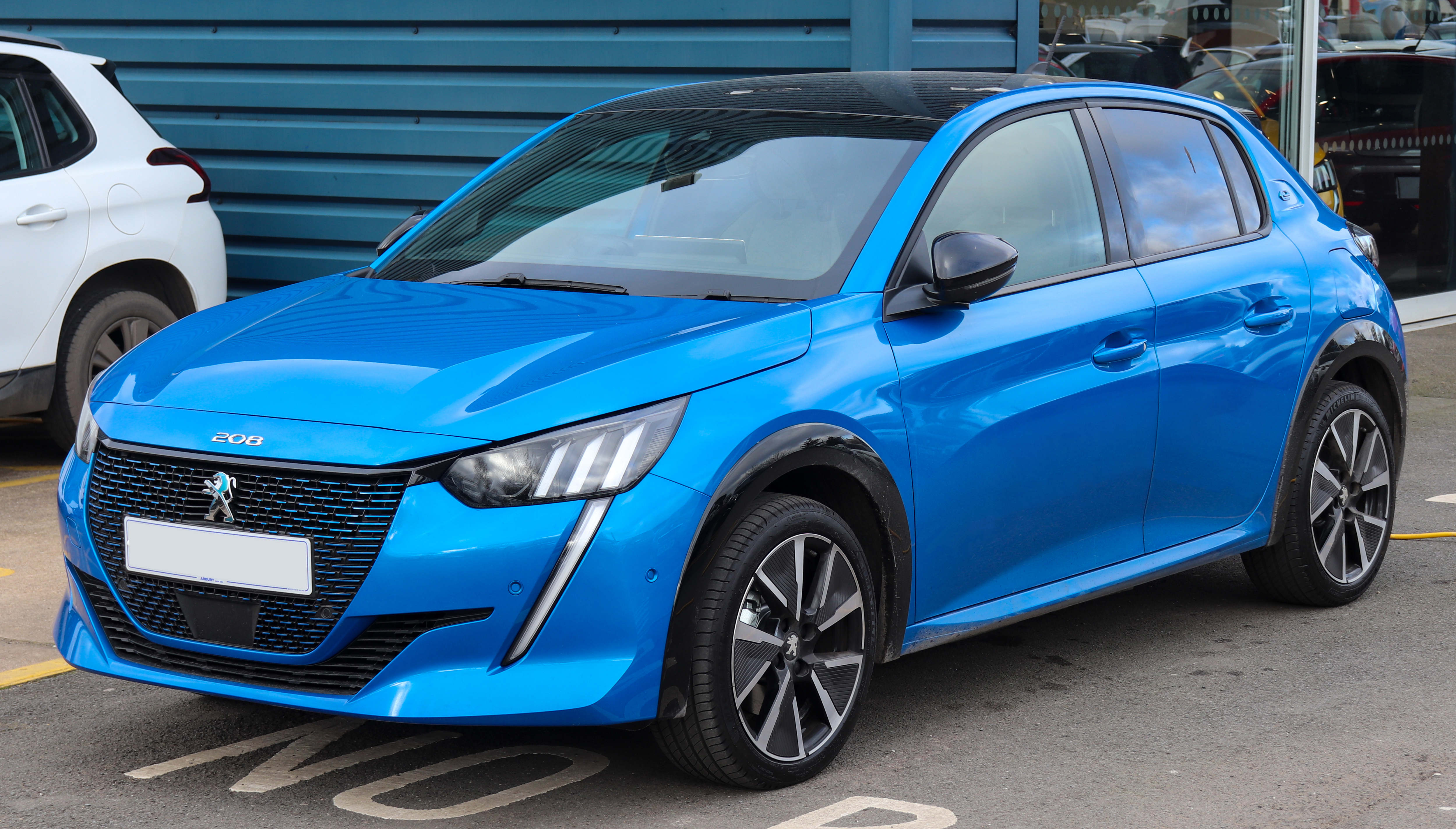
Peugeot e-208 GT.

Ao contrário dos veículos contemporâneos concorrentes, como o Renault Zoe e o Volkswagen ID.3, o e-208 compartilha um chassi comum com o 208 convencional movido a gasolina/diesel. A Peugeot escolheu isso deliberadamente para permitir que potenciais compradores selecionem o trem de força que melhor se adapte às suas necessidades. Isso também permite que a Peugeot monte o e-208 na mesma linha das outras versões. Comparado às versões de potência convencional do 208, o e-208 é aproximadamente 350 kg (770 lb) mais pesado e possui um eixo traseiro um pouco mais largo, para acomodar a bateria. 
O e-208 possui uma bateria de 50 kWh controlada por bomba de calor, um motor de 100 kW (130 hp) e um carregador de 6,6 kW. O alcance do WLTP é de 340 km (211 milhas). É equipado com um conector CCS Combo tipo 2 e pode carregar a uma taxa de até 100 kW de uma estação de carregamento rápido CC adequada. A taxa de carregamento pode ser de 70 kW-se para 40% do estado de carga, em seguida, diminuindo a 50kW. O carregador de bordo é limitado a 7,4 kW, mas pode ser equipado com um carregador trifásico de 11 kW como opção. No e-208, o seletor de marchas é usado para escolher o nível de frenagem regenerativa. 
Logo após a sua venda em outubro de 2019, a demanda pelo e-208 foi forte. A Peugeot tinha previsto fazer cerca de 30.000 e-208 carros por ano, 10% da produção anual prevista de 300.000 para toda a linha de 208 produtos, mas 1⁄4  de todas as pré-encomendas recebidas foram para o e-208. A produção máxima para o e-208 é de 60.000 por ano.

## Técnico
As transmissões e a plataforma do 208 são compartilhadas com o Peugeot 2008, o Citroën DS 3 (Crossback), e o Vauxhall Corsa, todos veículos do Grupo PSA. 

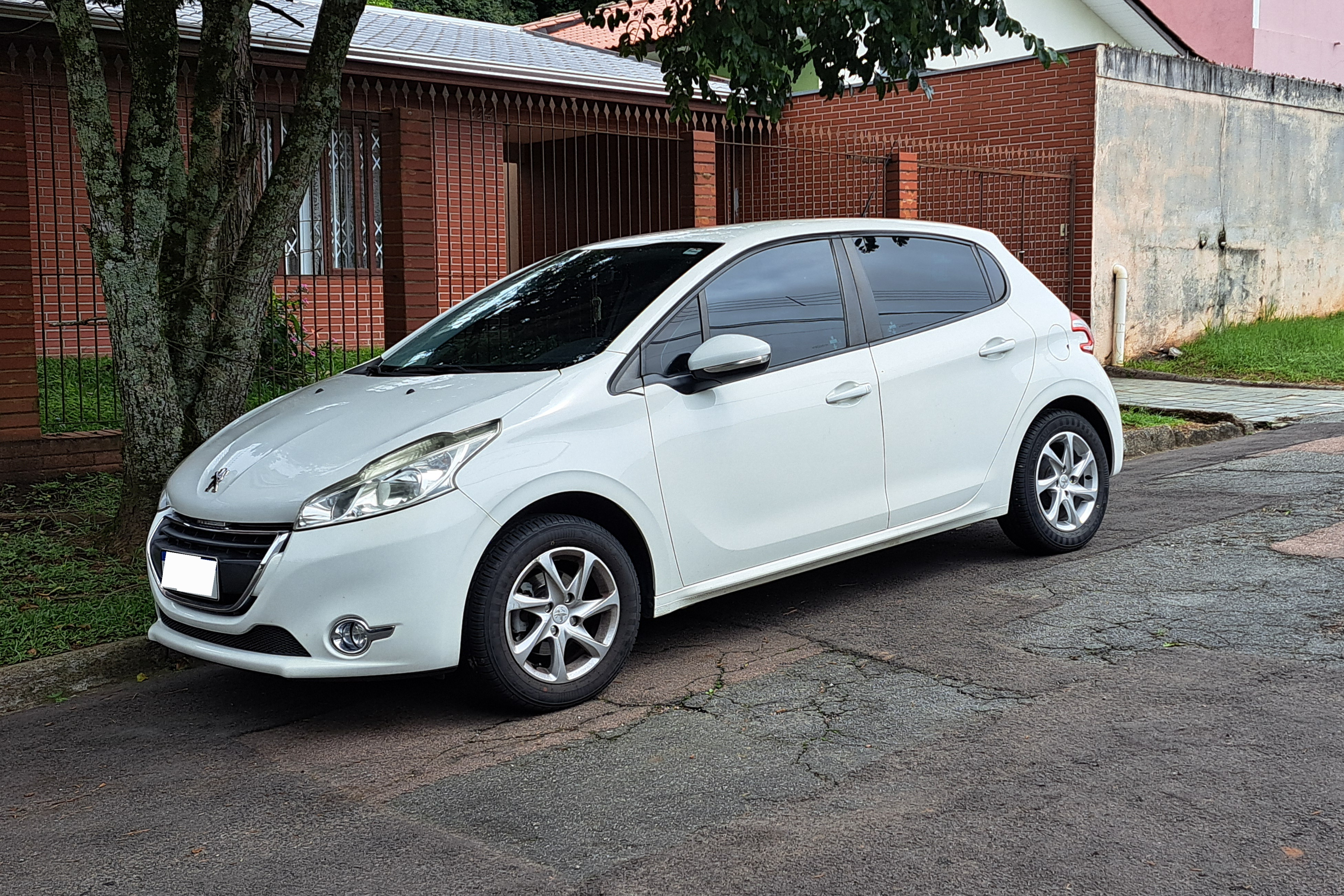
Peugeot 208 (primeira geração).

Os motores a gasolina convencionais (não híbridos) da marca "PureTech" são todos turbos de 1,2 litro e três cilindros com 74, 99 e 128 cv. O modelo diesel virá em apenas uma variante do motor, um motor de 1,5 litros e quatro cilindros produzindo 99bhp. A Peugeot ainda não anunciou os modelos esportivos e o motor que eles usarão, como o GTi, que faz parte da família dos 208. No entanto, Guillaume Clerc, gerente de projetos da segunda geração do 208, afirmou que o desenvolvimento de um 208 GTi a gasolina terminou em 2017 porque era impossível atender à média corporativa de metas de emissão de CO2 com o maior motor de 1,6 litro usado no 208 GTi da geração anterior. Clerc sugeriu que o próximo GTi poderia ser baseado no e-208. No Brasil, o 208 a combustão é vendido em 5 versões: o motor 1.0 FireFly da Fiat está presente categorias Like e Style, com câmbio manual de 5 marchas. Já nas versões Active, com câmbio manual de 6 marchas, Alture e Griffe com câmbio automático de 6 marchas, possuem em seu capô somente o motor 1.6 THP. 
O 208 e o e-208 estão disponíveis com sistemas avançados opcionais de assistência ao motorista, com controle de cruzeiro adaptável, centralização de faixas, estacionamento automático e monitoramento de pontos cegos. Os modelos equipados com transmissão manual apresentam controle de cruzeiro até uma velocidade mínima de 29 km/h; os modelos automático e e-208 podem controlar o carro até parar.

## Vendas
Seu lançamento no Brasil aconteceria ainda no primeiro semestre de 2020, mas toda a questão da pandemia do novo coronavírus atrasou sua estreia para o segundo semestre, assim como o início da produção na Argentina. Por lá, o lançamento industrial acontecerá no dia 15 de agosto, de onde será vendida nos demais países do Mercosul, inclusive o Brasil. Ele será o primeiro produto da PSA a ter a nova plataforma CMP na região e, para isso, a fábrica de El Palomar recebeu um investimento de US$ 320 milhões. De lá, ainda poderá sair o novo Peugeot 2008, enquanto Porto Real (RJ) deve receber uma nova família de modelos da Citroën, também feita sobre essa base. No Brasil, o lançamento já ocorreu em setembro. Bastante esperado, pode marcar uma nova fase para a marca francesa no país, com um produto para rivalizar com outros hatches compactos, como o VW Polo, Fiat Argo, Citroen C3, Renault Clio, Chevrolet Onix e Hyundai i30, apostando em design e equipamentos.

## Desporto
Dirigindo um Peugeot 208, o piloto francês Sébastien Loeb venceu o recorde da Subida de Pikes Peak no dia 30 de junho 2013, subindo as 156 curvas em 8:13.878, ou seja 1 minuto e meio mais rápido do que o recorde anterior.

## Recordes
Recorrendo a vários pilotos profissionais a Peugeot estabeleceu um recorde de consumo com um 208 equipado com motor 1.6 BlueHDi 100 S&S em França. Ao longo de 38 horas o carro cor de laranja percorreu 2125 km na pista de Belchamp e consumiu apenas 43 litros de gasóleo (2l/100 km de média). Esta marca é inferior em cerca de um terço ao consumo que a Peugeot conseguiu na homologação do modelo (3 l/100 km). Este recorde de consumo, homologado pela entidade competente tornou o automóvel francês líder de economia entre os modelos do seu segmento.
Com o motor 1.2 PureTech Flex, a Peugeot do Brasil percorreu 1.000 Km com um tanque de Gasolina. A montadora realizou uma viagem com modelo entre as cidades de São Paulo e Brasília. Um consumo médio de 18km/l. 

## Teste de segurança do Latin NCAP
O Peugeot 208 foi testado pelo Latin NCAP em junho de 2016, tirando 2 estrelas para os adultos, e 3 estrelas para as crianças, o teste foi feito no Brasil.
O veículo continha airbag frontal pro motorista e pro passageiro, sistema de aviso do cinto de segurança apenas pro motorista e Freio ABS.

### Comentários:

#### Adultos:
No impacto frontal, para o adulto, as cabeças do motorista e do acompanhante foram bem protegidas, o peito do motorista houve uma proteção média, o joelho dos passageiros podiam ter impactado contra o painel, a carroceria foi considerada estável.
No impacto lateral, a cabeça e o peito tiveram uma proteção fraca.

#### Crianças:
As crianças sofrem um excessivo deslocamento para frente no impacto, mesmo com sistema de retenção infantil, mas proporcionou uma proteção adequada para a cabeça, e para o pescoço.

#### Observações:
O veículo não contém protensores no cinto da frente, nem Isofix, que atualmente, disponível em vários veículos atualmente. A maioria dos sistemas de retenção infantil foram aprovados na avaliação e na instalação. O modelo não dispõe da possibilidade de desligar o airbag do passageiro.

## Galeria
- Primeira geração (2012-2019)
- Traseira versão pré-facelift hatchback (três portas)
- Traseira versão pré-facelift hatchback (cinco portas)
- Interior modelo 2015 pré-facelift (volante na direita)
- Frente após facelift 2017
- Traseira após facelift 2017 (cinco portas)
- Interior modelo 2019 após facelift (volante na direita)
- Segunda geração (2019-presente)
- Traseira Peugeot e-208 hatchback 2020 (cinco portas)
- Traseira Peugeot 208 hatchback 2020 (cinco portas)
- Interior Peugeot e-208 2020 (volante na direita)
- Interior Peugeot 208 GT Line 2019 (volante na direita)